# The Elder Scrolls VI
The Elder Scrolls VI: Hammerfell — майбутня відеогра жанру рольового бойовика, що розроблюється Bethesda Game Studios. Випуском гри займеться компанія Bethesda Softworks. Є шостою основною частиною в серії The Elder Scrolls. Офіційний анонс гри відбувся 10 червня 2018 року.

## Розробка
10 червня 2018 року Bethesda Game Studios офіційно заявила про розробку продовження серії в рамках пресконференції Bethesda Softworks на виставці E3, випустивши перший тизер-трейлер. Керівник студії Тодд Говард повідомив, що гра знаходиться на ранній стадії створення, і її випуск запланований після виходу Starfield.